# Нгокве
Нго́кве (англ. Ngokwe) — традиційна громада у складі дистрикту Мачинга Південного регіону Малаві.
Населення — 37602 особи (2018).